# 硬脂酸银
硬脂酸银是一种化合物，化学式为C18H36AgO2。它在光照下可以分解出银单质。

## 制备
硬脂酸银可由硬脂酸钠和硝酸银反应得到，或硬脂酸和硝酸银在DBU存在下反应制得。